# SEPANGUY
 (mars 2021).
 (octobre 2010).
Si vous disposez d'ouvrages ou d'articles de référence ou si vous connaissez des sites web de qualité traitant du thème abordé ici, merci de compléter l'article en donnant les références utiles à sa vérifiabilité et en les liant à la section « Notes et références ».
 (mai 2025).
 (mai 2025).
La mise en forme du texte ne suit pas les recommandations de Wikipédia : il faut le « wikifier ».
Les points d'amélioration suivants sont les cas les plus fréquents. Le détail des points à revoir est peut-être précisé sur la page de discussion.
- Les titres sont pré-formatés par le logiciel. Ils ne sont ni en capitales, ni en gras.
- Le texte ne doit pas être écrit en capitales (les noms de famille non plus), ni en gras, ni en italique, ni en « petit »…
- Le gras n'est utilisé que pour surligner le titre de l'article dans l'introduction, une seule fois.
- L'italique est rarement utilisé : mots en langue étrangère, titres d'œuvres, noms de bateaux, etc.
- Les citations ne sont pas en italique mais en corps de texte normal. Elles sont entourées par des guillemets français : « et ».
- Les listes à puces sont à éviter, des paragraphes rédigés étant largement préférés. Les tableaux sont à réserver à la présentation de données structurées (résultats, etc.).
- Les appels de note de bas de page (petits chiffres en exposant, introduits par l'outil «  Source ») sont à placer entre la fin de phrase et le point final[comme ça].
- Les liens internes (vers d'autres articles de Wikipédia) sont à choisir avec parcimonie. Créez des liens vers des articles approfondissant le sujet. Les termes génériques sans rapport avec le sujet sont à éviter, ainsi que les répétitions de liens vers un même terme.
- Les liens externes sont à placer uniquement dans une section « Liens externes », à la fin de l'article. Ces liens sont à choisir avec parcimonie suivant les règles définies. Si un lien sert de source à l'article, son insertion dans le texte est à faire par les notes de bas de page.
- La présentation des références doit suivre les conventions bibliographiques. Il est recommandé d'utiliser les modèles {{Ouvrage}}, {{Chapitre}}, {{Article}}, {{Lien web}} et/ou {{Bibliographie}}. Le mode d'édition visuel peut mettre en forme automatiquement les références.
- Insérer une infobox (cadre d'informations à droite) n'est pas obligatoire pour parachever la mise en page.

Pour une aide détaillée, merci de consulter Aide:Wikification.
Si vous pensez que ces points ont été résolus, vous pouvez retirer ce bandeau et améliorer la mise en forme d'un autre article.
La Société d'Étude et de Protection et d'Aménagement de la Nature en GUYane ou SEPANGUY est une Association loi de 1901 fondée en 1964 par le Père Barbotin sous le nom de Société Zoologique, c'est la plus ancienne du genre en Guyane.
Elle est basée sur Cayenne mais œuvre partout en Guyane à :
- la protection de la nature
- l'éducation à l'environnement
- l'étude de la nature (flore, faune, milieu...)

L'association est reconnue d’utilité publique, agréée au titre de la protection de la nature et de l’Environnement et est aussi affiliée à France Nature Environnement. En 2010, elle compte une centaine de membres et 6 salariés. Son président est Claude Suzanon. Elle dispose d'un local à Cayenne pour accueillir le grand public et diffuser de l'information. Son logo représente un oiseau des marais emblématique de la Guyane : le sassa. 

## Activités

### Éducation à l'environnement
La SEPANGUY participe à l'éducation à l'environnement en Guyane à travers des projets en partenariat avec des écoles :
- le programme pédagogique sololiya en partenariat avec le WWF sur la sensibilisation aux problématiques liées à l'eau et aux milieux aquatiques en Guyane.
- le programme déchet en partenariat avec la CCCL pour favoriser l'adoption de geste écoresponsables vis-à-vis de l'environnement proche.

La SEPANGUY intervient auprès du grand public lors de manifestation locale et nationales comme le colloque des CCEE « pour les outre-mer acteurs de la biodiversité », la fête de la science, la semaine du développement durable, le salon du tourisme, le salon du livre, la journée des zones humides, la journée des océans...
La sensibilisation du grand public passe aussi par la programmation de sorties naturalistes, l'organisation de conférences et la publication de vulgarisations scientifiques (plaquettes, livres, posters…).
La SEPANGUY intervient dans la quasi-totalité des communes dans ses actions de sensibilisation et d'éducation à l'environnement grâce à son partenariat avec le Rectorat de Guyane.

### Veille environnementale
La SEPANGUY intervient dans le débat public pour les causes environnementales, en partenariat avec d'autres associations, notamment sur les problématiques liées à l'orpaillage comme à l'occasion de l'opposition au projet de mine d'or en Montagne de Kaw par l'entreprise CAMBIOR/IAM-GOLD.
La SEPANGUY est agréée par les pouvoirs publics, et est invitée à prendre part aux débats lors de diverses commissions et instances de la vie publique concernant l'environnement, sa valorisation et l'amélioration du cadre de vie en Guyane.

### Études naturalistes
La SEPANGUY participe au programme de comptage des tortues dans la région de Kourou.
La gestion de la maison de la nature des marais de Yiyi, est l'occasion de la mise en œuvre d'un suivi floristique et faunistique du site.

### Maison de la Nature de Sinnamary
La Maison de la nature de Sinnamary est un lieu d'accueil du public sur le site naturel du Pripri de Yiyi, zone humide d’intérêt international (classée RAMSAR depuis février 2009) et propriété du Conservatoire du littoral, sur le territoire du Parc naturel régional de Guyane.
La SEPANGUY est chargée de la gestion du site en partenariat avec le Conservatoire du littoral et la mairie de Sinnamary. Dans ce cadre, elle met à disposition des salariés pour l'accueil des touristes et des groupes scolaires, l'aménagement et l'entretien du site, l'animation d'un écomusée, l'organisation de visites guidées, la location de canoë. Elle propose des interventions pédagogiques dans les écoles de Sinnamary et Iracoubo et met en place un club CPN.

## Partenariats
La SEPANGUY travaille avec de nombreux partenaires associatifs et institutionnels parmi lesquels :
- le GEPOG[4]
- Kwata[5]
- le WWF[6],[7]
- le réseau GRAINE-Guyane[8]
- le Conservatoire du littoral[9]
- la CCCL[10]
- la DIREN-Guyane[11]
- le Rectorat de la Guyane[12]
- la fédération FNE[13]
- la fédération Guyane Nature Environnement